# Feel Good to Die
Feel Good to Die (en hangul, 죽어도 좋아; romanización revisada, Jugeodo joha), es una serie de televisión surcoreana transmitida desde el 7 de noviembre hasta el 27 de diciembre de 2018 a través de KBS 2TV. La serie está basada en el webtoon del mismo nombre «Happy If You Died» de Gold Kiwi Bird (골드키위새).

## Argumento
La serie sigue a Baek Jin-sang, el "malvado jefe" del equipo de una compañía, el cual es odiado por todos los trabajadores.
Ji-sang es malo y arrogante con los empleados y siempre cree que tiene razón, por lo que su asistente Lee Roo-da, intenta transformarlo en una mejor persona y en un mejor jefe.

## Reparto

### Personajes principales
| Actor        | Personaje     | Ocupación                          | Nº de episodios | Duración |
| ------------ | ------------- | ---------------------------------- | --------------- | -------- |
| Kang Ji-hwan | Baek Jin-sang | Supervisor                         | 32              | 2018     |
| Baek Jin-hee | Lee Roo-da    | Asistente General                  | 32              | 2018     |
| Gong Myung   | Kang Jun-ho   | Jefe del Departamento de Marketing | 32              | 2018     |

### Personajes recurrentes
| Actor          | Personaje      | Ocupación                          | Nº de episodios | Duración |
| -------------- | -------------- | ---------------------------------- | --------------- | -------- |
| Ryu Hyun-kyung | Choi Min-joo   | Miembro del Equipo de Marketing    | -               | 2018     |
| Kim Min-jae    | Park Yoo-deok  | Miembro del Equipo de Marketing    | -               | 2018     |
| Jung Min-ah    | Lee Jung-hwa   | Miembro del Equipo de Marketing    | -               | 2018     |
| Park Sol-mi    | Yoo Shi-baek   | Miembro del Equipo de "MW Chicken" | -               | 2018     |
| In Gyo-jin     | Kang In-han    | Miembro del Equipo de "MW Chicken" | -               | 2018     |
| Lee Byung-joon | Na Cheol-soo   | Miembro del Equipo de "MW Chicken" | -               | 2018     |
| Kim Ki-hyeon   | Kang Soo-chan  | -                                  | -               | 2018     |
| Jo Han-chul    | Yoon Dong-chan | -                                  | -               | 2018     |
| Seo Jeong-yeon | Ahn Seon-nyeo  | -                                  | -               | 2018     |
| Kim Ye-won     | Yoon-mi        | -                                  | -               | 2018     |
| Kim Bo-jung    | Lee Roo-ri     | -                                  | -               | 2018     |
| Jang Yoo-sang  | -              | -                                  | -               | 2018     |
| Shim Dal-gi    | Jeong-mi       | -                                  | -               | 2018     |

### Apariciones especiales
| Actor          | Personaje      | Ocupación             | Episodio donde apareció | Duración |
| -------------- | -------------- | --------------------- | ----------------------- | -------- |
| Kim Won-hae    | -              | Conductor del Tren    | 1-2                     | 2018     |
| Yoo Min-sang   | -              | -                     | -                       | 2018     |
| Kim Seon-ho    | -              | Entrevistador Secreto | 4                       | 2018     |
| Choi Deok-moon | Kang Myung-hae | -                     | 32                      | 2018     |

## Episodios
La serie está conformada por 32 episodios, los cuales son emitidos todos los miércoles y jueves a las 22:00 (KST).

### Raitings
| Episodio | Fecha de emisión        | Promedio de Audiencia Compartida (Nivel Nacional) | Promedio de Audiencia Compartida (Nivel Nacional) |
| Episodio | Fecha de emisión        | TNmS                                              | AGB Nielsen                                       |
| -------- | ----------------------- | ------------------------------------------------- | ------------------------------------------------- |
| 1        | 7 de noviembre de 2018  | 4.5 %                                             | 4.0 %                                             |
| 2        | 7 de noviembre de 2018  | 4.1 %                                             | 4.0 %                                             |
| 3        | 8 de noviembre de 2018  | -                                                 | 2.5 %                                             |
| 4        | 8 de noviembre de 2018  | -                                                 | 3.3 %                                             |
| 5        | 14 de noviembre de 2018 | -                                                 | 2.5 %                                             |
| 6        | 14 de noviembre de 2018 | -                                                 | 3.0 %                                             |
| 7        | 15 de noviembre de 2018 | -                                                 | 2.2 %                                             |
| 8        | 15 de noviembre de 2018 | -                                                 | 2.7 %                                             |
| 9        | 21 de noviembre de 2018 | 2.8 %                                             | 2.6 %                                             |
| 10       | 21 de noviembre de 2018 | 3.3 %                                             | 3.0 %                                             |
| 11       | 22 de noviembre de 2018 | 3.2 %                                             | 3.0 %                                             |
| 12       | 22 de noviembre de 2018 | 3.6 %                                             | 3.6 %                                             |
| 13       | 28 de noviembre de 2018 | 3.0 %                                             | 2.4 %                                             |
| 14       | 28 de noviembre de 2018 | 3.6 %                                             | 3.5 %                                             |
| 15       | 29 de noviembre de 2018 | -                                                 | 2.8 %                                             |
| 16       | 29 de noviembre de 2018 | -                                                 | 3.3 %                                             |
| 17       | 5 de noviembre de 2018  | 3.1 %                                             | 2.5 %                                             |
| 18       | 5 de noviembre de 2018  | 3.4 %                                             | 2.8 %                                             |
| 19       | 6 de diciembre de 2018  | -                                                 | 2.1 %                                             |
| 20       | 6 de diciembre de 2018  | -                                                 | 2.7 %                                             |
| 21       | 12 de diciembre de 2018 |                                                   |                                                   |
| 22       | 12 de diciembre de 2018 |                                                   |                                                   |
| 23       | 13 de diciembre de 2018 |                                                   |                                                   |
| 24       | 13 de diciembre de 2018 |                                                   |                                                   |
| 25       | 19 de diciembre de 2018 |                                                   |                                                   |
| 26       | 19 de diciembre de 2018 |                                                   |                                                   |
| 27       | 20 de diciembre de 2018 |                                                   |                                                   |
| 28       | 20 de diciembre de 2018 |                                                   |                                                   |
| 29       | 26 de diciembre de 2018 |                                                   |                                                   |
| 30       | 26 de diciembre de 2018 |                                                   |                                                   |
| 31       | 27 de diciembre de 2018 |                                                   |                                                   |
| 31       | 27 de diciembre de 2018 |                                                   |                                                   |
| Promedio | Promedio                | -                                                 | %                                                 |

## Premios y nominaciones
| Año  | Categoría               | Premio            | Nominada     | Resultado |
| ---- | ----------------------- | ----------------- | ------------ | --------- |
| 2018 | Excellence (Miniseries) | Premios KBS Drama | Baek Jin-hee | Ganó      |

## Producción
La serie también es conocida como "Happy If You Died" o "Even If I Die".
El drama estuvo basada en el webtoon del mismo nombre "Happy If You Died" de Gold Kiwi Bird (골드키위새) y fue desarrollado por el equipo de producción de dramas de la KBS.
Fue dirigido por Im Seo-ra, escrito por Lee Eun-jin y contó con el apoyo del productor Lee Jung-mi, junto a los productores ejecutivos Chang-woo Vincent Hwang, Jo Hye-rin, Kim Tae-goo y Lee Gun-joon.
También contó con el apoyo de las compañías de producción "Production H" y "Y-People ENT", y fue distribuida por Korean Broadcasting System.